# Pfeifhof
Pfeifhof ist ein Gemeindeteil der Gemeinde Auhausen im schwäbischen Landkreis Donau-Ries Bayern.

## Geographie
Die Einöde liegt circa drei Kilometer südöstlich von Auhausen auf freier Flur. In unmittelbarer Nachbarschaft liegt in südlicher Richtung die Einöde Heuhof. Beide Einöden sind über Abzweigungen in östlicher Richtung von der Bundesstraße 466 zu erreichen.

## Geschichte
Der Hof gehörte im Alten Reich zur Benediktinerabtei Auhausen. Er ist erstmals 1157 in einer päpstlichen Besitzbestätigung als „villa Mariprucki“ als dem Kloster zugehörig erwähnt. Im Gültbuch des Klosters von 1441 wird er als „Hof Marprugk“ genannt, auf dem als klösterlicher Eigenmann ein Hans Pfeuffer saß. Mit der Säkularisation des Klosters 1534/37 fielen die Klostergüter und damit auch der Hof an das Markgrafentum Ansbach. Im 16. Jahrhundert ist von dem „Hof Meierbruck“ die Rede. Er wurde geteilt in den Härhof, dem heutigen Heuhof, und den 1548 so bezeichneten „Pfeufhof“, benannt nach der Untertanenfamilie. 1682 heißt dieses Anwesen in einem Bericht über das Klosterverwalteramt Auhausen „Pfeifhof“, besetzt mit einem Untertanen. 1737 ist in der Ansbacher Oberamtsbeschreibung von Wassertrüdingen davon die Rede, dass der Hof mit „doppelter Mannschaft“ besetzt sei. 1796 nahmen die Grafen von Oettingen-Spielberg das Klosteramt und damit den Pfeifhof in Besitz, jedoch nur für ein Jahrzehnt, denn 1806 wurde die Gemeinde Auhausen mit ihren Einöden und Weilern bayerisch.
1875 bestand die Einöde aus 5 Gebäuden mit 15 Einwohnern und einem Viehbestand von 8 Pferden und 36 Stück Rindvieh. Noch heute ist die Einöde mit ihren zwei Anwesen bäuerlich geprägt.